# Ludwig Schick
Ludwig Schick (Marburgo, 22 settembre 1949) è un arcivescovo cattolico tedesco, dal 1º novembre 2022 arcivescovo emerito di Bamberga.

## Biografia

### Formazione e ministero sacerdotale
Figlio secondogenito di Josef Schick e di Auguste, dopo essere stato ordinato sacerdote il 15 giugno 1975 dal vescovo Eduard Schick presso la cattedrale di Fulda, ha conseguito il dottorato in diritto canonico presso la Pontificia Università Gregoriana di Roma nel 1980.
È stato docente di diritto canonico alla facoltà teologica di Fulda e nel seminario cattolico teologico per la formazione degli insegnanti di religione presso l'università di Marburgo.
Nel 1987 è stato nominato canonico del capitolo della cattedrale di Fulda e il 1º settembre 1995 vicario generale della diocesi.

### Ministero episcopale

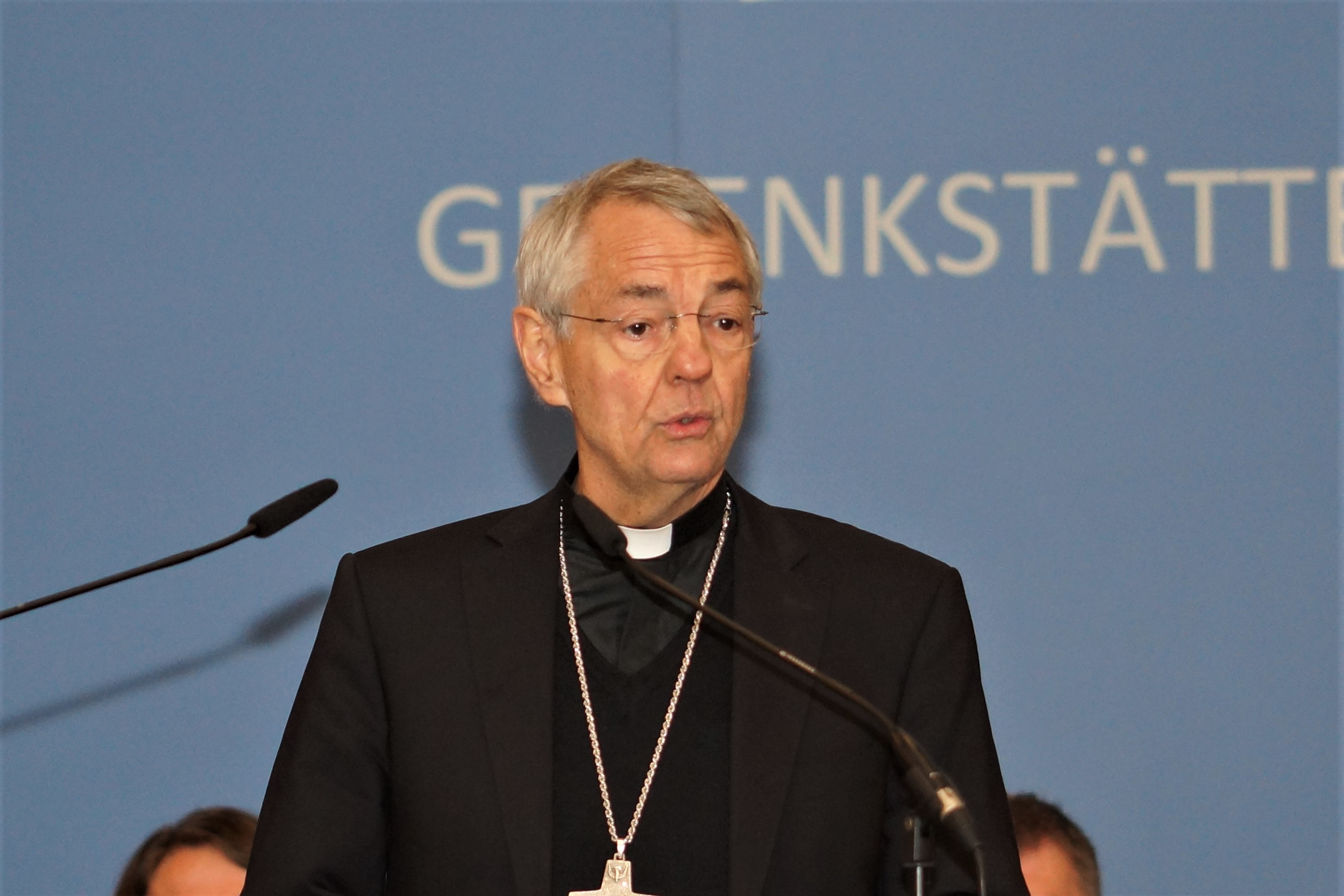
Mons. Schick nell'ottobre 2018.

Il 20 maggio 1998 papa Giovanni Paolo II lo ha nominato vescovo ausiliare di Fulda e vescovo titolare di Auzia.
Il 12 luglio 1998 ha ricevuto la consacrazione episcopale dalle mani dell'arcivescovo Johannes Dyba, co-consacranti il vescovo titolare di Melzi Johannes Kapp ed il vescovo di San Marcos Álvaro Leonel Ramazzini Imeri, divenuto in seguito cardinale.
Il 28 giugno 2002 papa Giovanni Paolo II lo ha nominato arcivescovo metropolita di Bamberga.
Il 29 giugno 2003 ha ricevuto il pallio da papa Giovanni Paolo II a Roma.
Nella Conferenza episcopale tedesca è membro della commissione pastorale e della commissione chiesa mondiale, dove nell'autunno 2006 è stato eletto presidente.
Ha fondato due fondazioni a Bamberga, la fondazione della famiglia Kinderreich e la fondazione Bread for All People.
Il 1º novembre 2022 papa Francesco ha accolto la sua rinuncia al governo pastorale dell'arcidiocesi di Bamberga.

## Stemma e motto

Stemma dell'arcivescovo

Lo stemma è suddiviso in quattro parti: nei campi 1 e 4 in oro un leone nero corazzato rosso rivolto a destra coperto da una barra diagonale destra argentata, stemma dell'arcidiocesi di Bamberg; nel riquadro 2 in rosso un libro d'argento la cui copertina con le lettere greche intrecciate disegnate in nero e rho, lo Staurogramm decorato sui lati, le lettere Alfa e Omega; nel campo 3, in blu, un cesto d'argento intrecciato con cinque pani d'argento.
I campi 2 e 3 rappresentano i componenti privati del precedente stemma da vescovo. Libro e pane stanno a simboleggiare la parola di Dio nel Vangelo e l'Eucaristia, allo stesso tempo anche la diocesi di Fulda con san Bonifatius (Libro della Buona Novella) ed Elisabetta d'Ungheria (Pane della Carità). Biograficamente, simboleggiano Marburgo come il luogo del battesimo e Fulda come il luogo della consacrazione.
Sotto lo scudo e il pallio, su un nastro bianco, c'è il motto personale: Sapientia nobis a Deo - "La sapienza che ci è stata data da Dio" (1 Cor. 1:30).

## Genealogia episcopale e successione apostolica
La genealogia episcopale è:
- Cardinale Scipione Rebiba
- Cardinale Giulio Antonio Santori
- Cardinale Girolamo Bernerio, O.P.
- Arcivescovo Galeazzo Sanvitale
- Cardinale Ludovico Ludovisi
- Cardinale Luigi Caetani
- Cardinale Ulderico Carpegna
- Cardinale Paluzzo Paluzzi Altieri degli Albertoni
- Papa Benedetto XIII
- Papa Benedetto XIV
- Papa Clemente XIII
- Cardinale Marcantonio Colonna
- Cardinale Giacinto Sigismondo Gerdil, B.
- Cardinale Giulio Maria della Somaglia
- Cardinale Carlo Odescalchi, S.I.
- Cardinale Costantino Patrizi Naro
- Cardinale Lucido Maria Parocchi
- Papa Pio X
- Papa Benedetto XV
- Papa Pio XII
- Cardinale Eugène Tisserant
- Papa Paolo VI
- Cardinale Agostino Casaroli
- Arcivescovo Johannes Dyba
- Arcivescovo Ludwig Schick

La successione apostolica è:
- Vescovo Gregor Maria Franz Hanke, O.S.B. (2006)
- Arcivescovo Herwig Gössl (2014)
- Vescovo Franz Jung (2018)